# У Сан Гвон
У цьому корейському імені прізвище (У) стоїть перед особовим ім'ям.
У Сан Гвон (кор. 우상권, 22 лютого 1929 — 13 грудня 1975) — південнокорейський футболіст, що грав на позиції нападника за клуб «Жандармерія армії Кореї», а також національну збірну Південної Кореї.
Дворазовий переможець Кубку Азії.

## Клубна кар'єра
У футболі відомий виступами за команду «Жандармерія армії Кореї», кольори якої і захищав протягом усієї своєї кар'єри гравця, що тривала жодного років.
| Дата       | Місто        | Господарі         | Результат | Гості             | Турнір                    | Голи | Примітки |
| ---------- | ------------ | ----------------- | --------- | ----------------- | ------------------------- | ---- | -------- |
| 17-6-1954  | Цюрих        | Угорщина          | 9 – 0     | Південна Корея    | ЧС 1954 - 1-й етап        | -    |          |
| 20-6-1954  | Женева       | Туреччина         | 7 – 0     | Південна Корея    | ЧС 1954 - 1-й етап        | -    |          |
| 25-2-1956  | Маніла       | Філіппіни         | 0 – 2     | Південна Корея    | Відбір до Кубка Азії 1956 | -    |          |
| 21-4-1956  | Сеул         | Південна Корея    | 3 – 0     | Філіппіни         | Відбір до Кубка Азії 1956 | 1    |          |
| 2-9-1956   | Тайбей       | Тайвань           | 1 – 2     | Південна Корея    | Відбір до Кубка Азії 1956 | 1    |          |
| 6-9-1956   | Гонконг      | Південна Корея    | 2 – 2     | Гонконг           | Кубок Азії 1956           | -    |          |
| 8-9-1956   | Гонконг      | Ізраїль           | 1 – 2     | Південна Корея    | Кубок Азії 1956           | 1    |          |
| 15-9-1956  | Гонконг      | Південна Корея    | 5 – 3     | Південний В'єтнам | Кубок Азії 1956           | 2    |          |
| 18-2-1958  | Гонконг      | Гонконг           | 3 – 2     | Південна Корея    | товариський матч          | -    |          |
| 26-5-1958  | Токіо        | Південна Корея    | 2 – 1     | Сінгапур          | Азійські ігри 1958        | 1    |          |
| 28-5-1958  | Токіо        | Південна Корея    | 5 – 0     | Іран              | Азійські ігри 1958        | 1    |          |
| 30-5-1958  | Токіо        | Південна Корея    | 3 – 1     | Південний В'єтнам | Азійські ігри 1958        | 1    |          |
| 31-5-1958  | Токіо        | Південна Корея    | 3 – 1     | Індія             | Азійські ігри 1958        | -    |          |
| 1-6-1958   | Токіо        | Тайвань           | 3 – 2     | Південна Корея    | Азійські ігри 1958        | -    |          |
| 1-9-1959   | Куала-Лумпур | Південний В'єтнам | 3 – 2     | Південна Корея    | товариський матч          | -    |          |
| 2-9-1959   | Куала-Лумпур | Південна Корея    | 4 – 1     | Сінгапур          | товариський матч          | 1    |          |
| 5-9-1959   | Куала-Лумпур | Японія            | 0 – 0     | Південна Корея    | товариський матч          | -    |          |
| 6-9-1959   | Куала-Лумпур | Південна Корея    | 3 – 1     | Японія            | товариський матч          | -    |          |
| 7-9-1959   | Куала-Лумпур | Малайзія          | 2 – 4     | Південна Корея    | товариський матч          | 1    |          |
| 13-9-1959  | Сінгапур     | Сінгапур          | 0 – 4     | Південна Корея    | товариський матч          | -    | 45'      |
| 6-8-1960   | Куала-Лумпур | Південна Корея    | 2 – 0     | Індонезія         | товариський матч          | -    |          |
| 8-8-1960   | Куала-Лумпур | Південна Корея    | 3 – 1     | Гонконг           | товариський матч          | 1    |          |
| 10-8-1960  | Куала-Лумпур | Південний В'єтнам | 0 – 0     | Південна Корея    | товариський матч          | -    |          |
| 11-8-1960  | Куала-Лумпур | Південна Корея    | 3 – 3     | Сінгапур          | товариський матч          | 2    |          |
| 14-8-1960  | Куала-Лумпур | Малайзія          | 0 – 0     | Південна Корея    | товариський матч          | -    |          |
| 14-10-1960 | Сеул         | Південна Корея    | 5 – 1     | Південний В'єтнам | Кубок Азії 1960           | 1    |          |
| 17-10-1960 | Сеул         | Південна Корея    | 3 – 0     | Ізраїль           | Кубок Азії 1960           | 1    |          |
| 21-10-1960 | Сеул         | Південна Корея    | 1 – 0     | Тайвань           | Кубок Азії 1960           | -    |          |
| 6-11-1960  | Сеул         | Південна Корея    | 2 – 1     | Японія            | Відбір до ЧС 1962         | -    |          |
| 11-6-1961  | Токіо        | Японія            | 0 – 2     | Південна Корея    | Відбір до ЧС 1962         | -    |          |
| 8-10-1961  | Белград      | Югославія         | 5 – 1     | Південна Корея    | Відбір до ЧС 1962         | -    |          |
| 18-10-1961 | Анкара       | Туреччина         | 1 – 0     | Південна Корея    | товариський матч          | -    |          |
| 22-10-1961 | Рамат-Ган    | Ізраїль           | 1 – 1     | Південна Корея    | товариський матч          | -    |          |
| 28-10-1961 | Янгон        | Бірма             | 1 – 3     | Південна Корея    | товариський матч          | -    |          |
| 4-11-1961  | Бангкок      | Таїланд           | 1 – 4     | Південна Корея    | товариський матч          | -    |          |
| 26-11-1961 | Сеул         | Південна Корея    | 1 – 3     | Югославія         | Відбір до ЧС 1962         | -    |          |
| 12-10-1962 | Сеул         | Південна Корея    | 2 – 0     | Індонезія         | товариський матч          | 1    |          |
| 14-10-1962 | Сеул         | Південна Корея    | 2 – 0     | Індонезія         | товариський матч          | -    |          |
| Усього     |              | Матчів            | 38        |                   | Голів                     | 16   |          |

Помер 13 грудня 1975 року на 46-му році життя у місті Сеул.

## Титули і досягнення
- Чемпіон Азії: Південна Корея: 1956, 1960
- Срібний призер Азійських ігор: 1958